# Эсклань
Эскла́нь (фр. Esclagne) — коммуна во Франции, находится в регионе Юг — Пиренеи. Департамент коммуны — Арьеж. Входит в состав кантона Мирпуа. Округ коммуны — Сен-Жирон.
Код INSEE коммуны — 09115.

## Население
Население коммуны на 2008 год составляло 111 человек.
| 1962 | 1968 | 1975 | 1982 | 1990 | 1999 | 2008 |
| ---- | ---- | ---- | ---- | ---- | ---- | ---- |
| 74   | 77   | 70   | 116  | 155  | 142  | 111  |

## Экономика
В 2007 году среди 82 человек в трудоспособном возрасте (15—64 лет) 58 были экономически активными, 24 — неактивными (показатель активности — 70,7 %, в 1999 году было 69,7 %). Из 58 активных работали 53 человека (32 мужчины и 21 женщина), безработных было 5 (1 мужчина и 4 женщины). Среди 24 неактивных 6 человек были учениками или студентами, 9 — пенсионерами, 9 были неактивными по другим причинам.